# Stephen Boss
Stephen Laurel Boss, noto anche con lo pseudonimo di tWitch (Montgomery, 29 settembre 1982 – Los Angeles, 13 dicembre 2022), è stato un ballerino, conduttore televisivo, attore, coreografo e produttore televisivo statunitense.
Dal 2014 al 2022 ha preso parte al The Ellen DeGeneres Show come DJ e co-conduttore. Dal 2021 ha condotto delle trasmissioni legate alla danza quali Clash of the Cover Bands e The Real Dirty Dancing.

## Biografia

### Carriera
Dopo aver preso parte ad alcune competizioni televisive come The Wade Robson Project e Star Search, Boss ha intrapreso la carriera di coreografo lavorando per l'etichetta sudcoreana YG Entertainment, che gli ha permesso di curare le coreografie di artisti come i Big Bang. Negli anni successivi inizia a ottenere alcuni ruoli come attore in produzioni principalmente legate alla danza, accumulando nel corso del tempo apparizioni in opere di successo come Magic Mike XXL e Step Up 3D. Contemporaneamente Boss rafforza la sua presenza in ambito televisivo: dopo essersi classificato secondo nella trasmissione So You Think You Can Dance nel 2008, il ballerino prende parte alle successive edizioni "All-Star" del programma fino al 2012; riprenderà tale ruolo per l'ultima volta nel 2015.
Nel 2014 Boss entra a far parte del team della trasmissione The Ellen DeGeneres Show nelle vesti di DJ e produttore, arrivando successivamente a co-condurne vari episodi fino alla chiusura del programma, avvenuta 8 anni dopo.  Nonostante l'impegno costante in tale trasmissione, Boss continua a lavorare anche su altri fronti: dal 2017 al 2020 conduce insieme a sua moglie Allison Holker il programma televisivo Disney's Fairy Tale Weddings, mentre nel 2018 ritorna a So You Think You Can Dance nelle vesti inedite di giudice. Nel 2021 conduce il programma Clash of the Cover Bands, a cui fa seguito nel 2022 la conduzione di The Real Dirty Dancing. Sempre nel 2022 recita nel mediometraggio di Disney+ The Hip Hop Nutcracker.

### Morte
Boss è morto suicida il 13 dicembre 2022 in un hotel a Los Angeles a 40 anni.

## Vita privata
Nel dicembre 2013 boss ha sposato la ballerina e personalità televisiva Allison Holker, adottando inoltre la prima figlia della donna, Weslie Renae. La coppia ha successivamente avuto due figli naturali: Maddox Laurel nel 2016 e Zaia nel 2019.

## Programmi televisivi
- So You Think You Can Dance (2008-2012; 2015; 2018; 2022) – Secondo classificato nel 2008; Concorrente nelle edizioni All Star dal 2009 al 2015; giudice dal 2018
- The Ellen DeGeneres Show (2014-2022) – Produttore, DJ, Co-conduttore
- Ellen's Game of Games (2017-2021) – Annunciatore
- Disney's Fairy Tale Weddings (2017-2020) – Conduttore
- Clash of the Cover Bands (2021) – Conduttore
- The Real Dirty Dancing (2022) – Conduttore

## Filmografia

### Cinema
- Blades of Glory - Due pattini per la gloria, regia di Bill Speck e Josh Gordon (2007)
- Hairspray, regia di Adam Shankman (2007)
- Stepping 2 - La strada del successo, regia di Rob Hardy (2010)
- Step Up 3D, regia di Jon Chu (2010)
- The LXD: The Secrets of the Ra, regia di Jon Chu, Ryan Landels e Scott Speer (2011)
- Step Up Revolution, regia di Scott Speer (2012)
- Dead in 5 Heartbeats, regia di Jeff Santo (2013)
- Step Up: All In, regia di Trish Sie (2015)
- Magic Mike XXL, regia di Gregory Jacobs (2015)
- Ghostbusters, regia di Paul Feig (2016)

### Televisione
- The LXD: The Legion of Extraordinary Dancers – Webserie, 2 episodi (2010; 2012)
- Bones – Serie TV, 1 episodio (2010)
- Touch – Serie TV, 1 episodio (2012)
- Drop Dead Diva – Serie TV, 2 episodi (2014)
- Differenze d'amore – Film TV, regia di Savage Steve Holland (2015)
- Love – Serie TV, 1 episodio (2016)
- So Close – Film TV, regia di Gail Mancuso (2018)
- The Hip Hop Nutracker – Speciale TV, regia di Nikki Parsons (2022)

## Doppiatori italiani
Nelle versioni in italiano delle opere in cui ha recitato, Stephen Boss è stato doppiato da:
- Andrea Lavagnino in Step Up 3D
- Dimitri Winter in Step Up Revolution
- Gianluca Crisafi in Step Up: All In